# Azkarate (Navarre)
Pour les articles homonymes, voir Azkarate.
Azkarate est un village situé dans la commune d'Araitz dans la Communauté forale de Navarre, en Espagne. Il est doté du statut de concejo.
Azkarate est situé dans la zone linguistique bascophone de Navarre.